# 比利時台北辦事處
比利時台北辦事處（法語）是比利時設置於台北市的實質大使館。辦事處的工作業務主要負責與台灣之間的貿易、投資以及文化交流。并協助在台灣旅客申辦赴比利時簽證。
台灣派駐於比利時的相應機構則為駐歐盟兼駐比利時代表處。

## 歷史
1979年，於台北市設立比利時貿易協會駐台辦事處。2004年6月，更名為比利時台北辦事處。

## 外部連結
- 比利時台北辦事處 （页面存档备份，存于）